# Кёстендорф
Кёстендорф (нем. Köstendorf) — коммуна (нем. Gemeinde) в Австрии, в федеральной земле Зальцбург. 
Входит в состав округа Зальцбург.  Население составляет 2515 человек (на 31 декабря 2005 года). Занимает площадь 23,1 км². Официальный код  —  50 320.

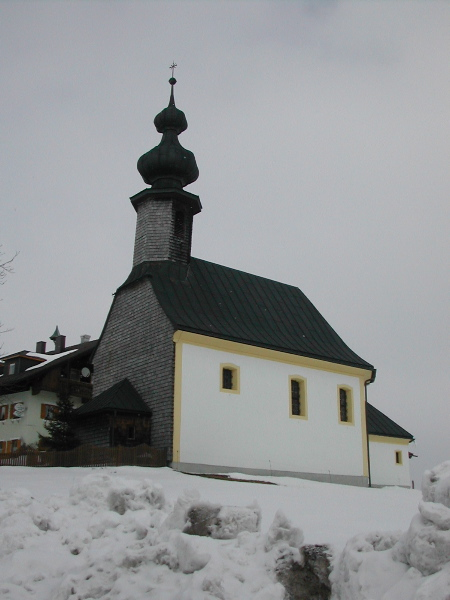
Церковь

## Политическая ситуация
Бургомистр коммуны — Йозеф Кройс (АНП) по результатам выборов 2004 года.
Совет представителей коммуны (нем. Gemeinderat) состоит из 19 мест.
- АНП занимает 12 мест.
- СДПА занимает 5 мест.
- АПС занимает 2 места.